# Maciej Bal (zm. 1511)
Maciej Bal, syn Jana Bala herbu Gozdawa z Nowotańca następnie z Hoczwi heres de Hoczew (zm. 1511 roku) – kasztelan sanocki w latach 1495–1506, podkomorzy sanocki w latach 1484–1495, chorąży sanocki w latach 1475–1483.
Był uczestnikiem wyprawy wojennej na Podole z roku 1496 przeciw Tatarom. Prawdopodobny budowniczy zamku rycerskiego w Hoczwi (1493).
Rodzeństwo Macieja: Piotr fratres germani indivisi pleban sanocki, kustosz przemyski, Barbara wyszła za Mikołaja Zarszyńskiego oraz Anna primo voto za Piotra z Jaćmierza, 2-vo za Mikołajem Włyńskim oraz Michał Bal.
Potomstwo Macieja: syn Mikołaj.